# Kruma
Kruma (albanska: Krumë med böjningsformen Kruma) är en stad i norra Albanien, centralort i Has distrikt. Invånarantalet är 4 814 (2023).

## Bildgalleri

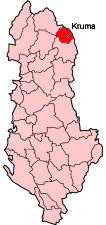
Karta.
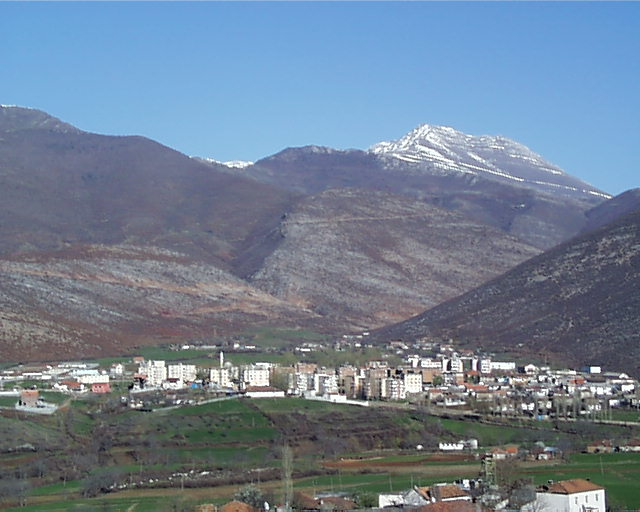
Vy över Kruma.
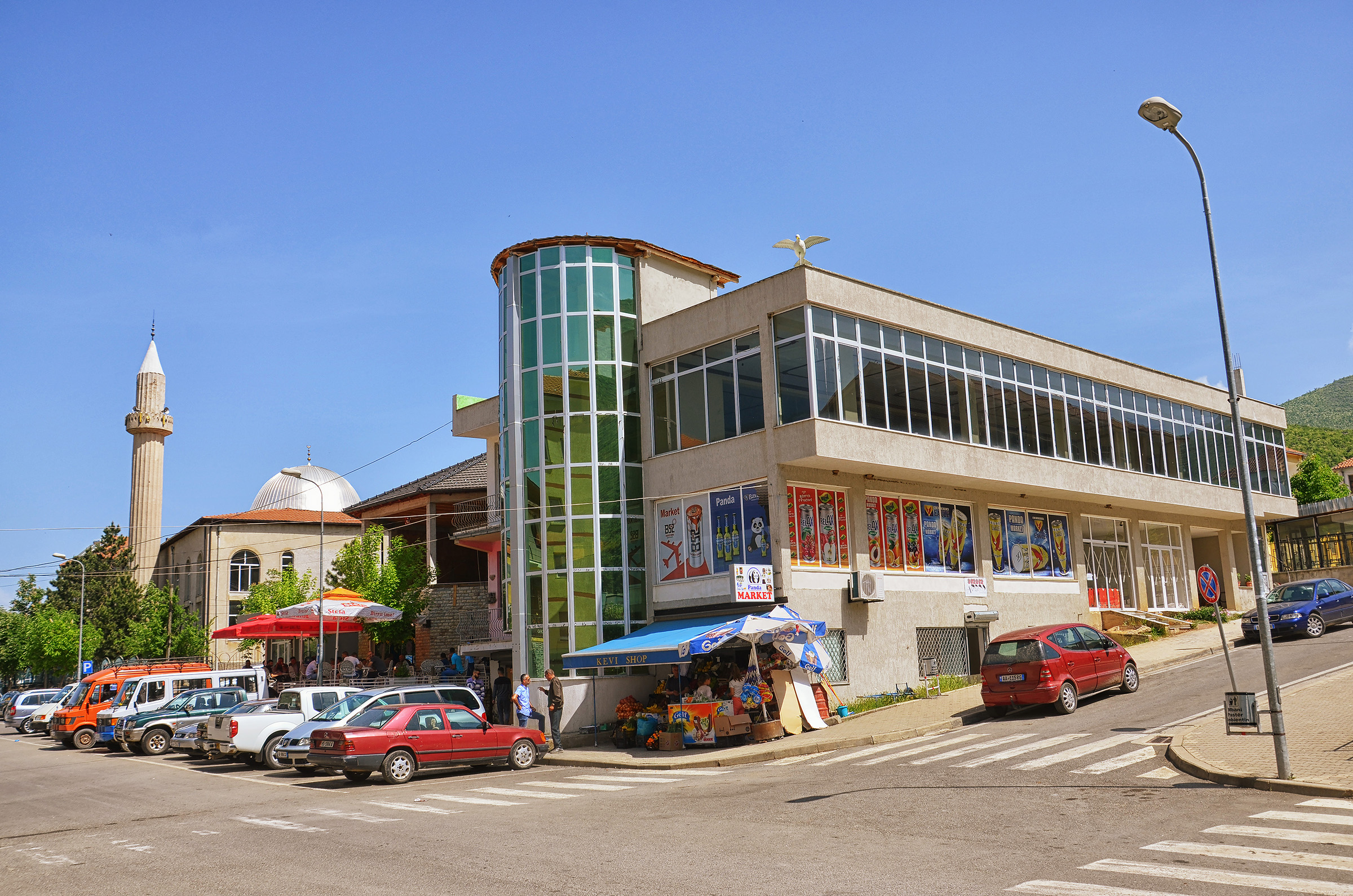
Centrum.
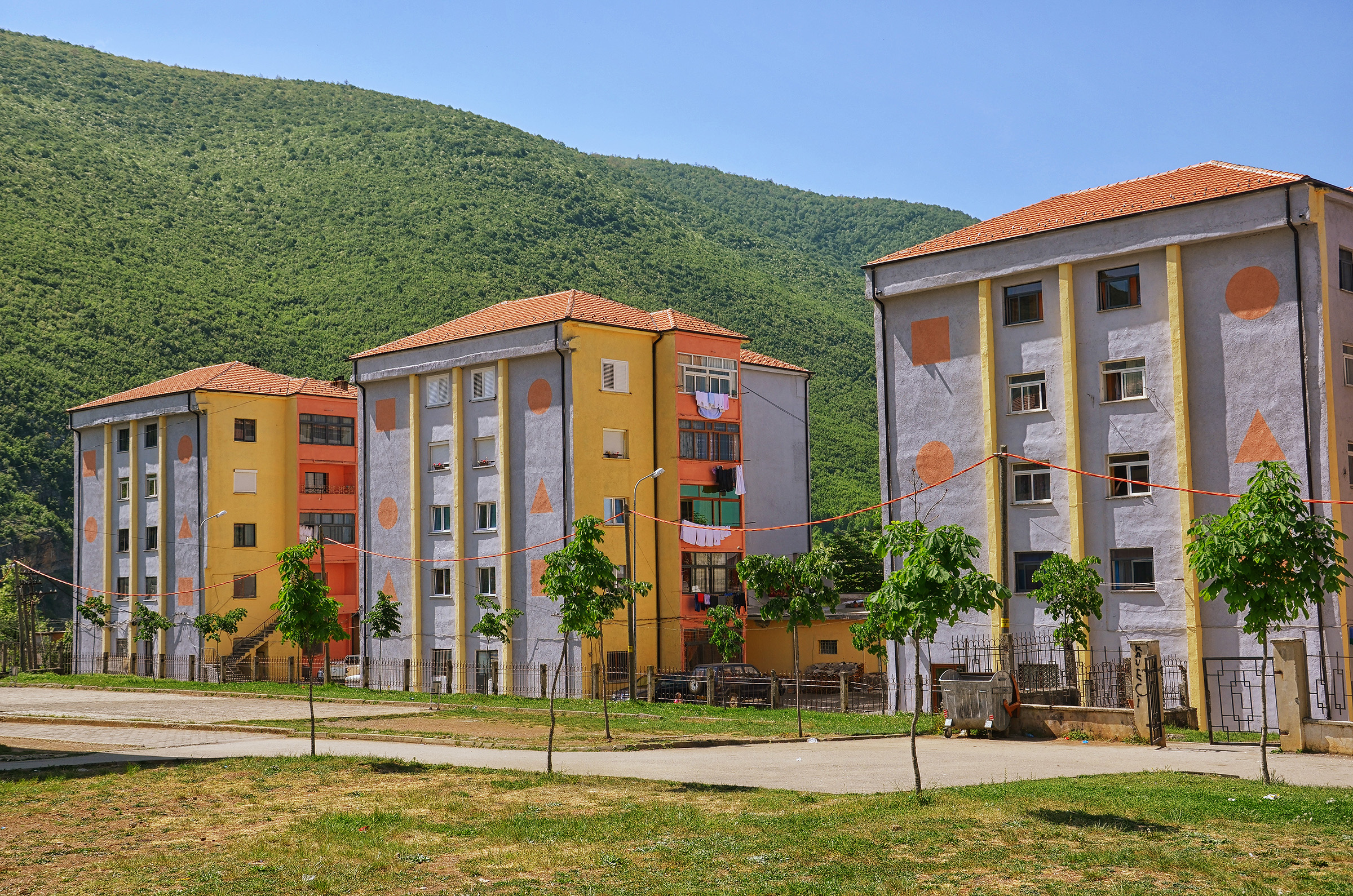
Flervåningshus.

### Fotnoter
1. ↑  Elsa Dhuli (2024) (på albanska). Censi i popullsisë dhe banesave në Shqipëri 2023 – Qarke/Bashki / Albania Population and Housing Census 2023 – Prefectures/Municipalities. Kukësi., ( PDF), - Instituti i Statistikave (INSTAT).